# 台前站
台前站位于河南省濮阳市台前县城关镇，车站建于1996年，是京九铁路自北京市出发后进入河南省的第一站，也是汤台铁路的东端终点站。在濮阳站开始办理客运业务之前，台前站曾是濮阳境内目前唯一办理客运的火车站。车站等级目前为四等站，距北京西站484公里，距常平站1831公里，本站及相邻上下行区间均为电气化区段。该站办理客运、货运业务。2012年9月，原国家铁道部给予答复：因台前火车站日均客流量、货运量和办理有调作业车辆达不到升级为二级站的标准，暂时不能批建二级站。

## 业务办理
办理客运、货运整车业务

## 近期规划
该站曾计划改名为濮阳东站，并改造升级为二等站。2012年9月，原国家铁道部给予答复：因台前火车站日均客流量、货运量和办理有调作业车辆达不到升级为二级站的标准，暂时不能批建二级站。2016年9月10日，原柳屯站更名为濮阳东站，2022年2月16日又更名为柴村站；濮阳东站一名则用于济郑高铁新建车站。